# Henryk Pawłowski (1946–2016)
Henryk Pawłowski (ur. 27 maja 1946 w Żegotach, zm. 15 kwietnia 2016 w Lublinie) – polski formierz odlewnik, poseł na Sejm PRL VI kadencji.

## Życiorys
Syn Henryka i Genowefy. Uzyskał wykształcenie zasadnicze zawodowe. Pracował w Fabryce Samochodów Ciężarowych w Lublinie. W 1963 wstąpił do Związku Młodzieży Socjalistycznej, gdzie był przewodniczącym zarządu wydziałowego oraz zasiadał w prezydium zarządu fabrycznego. Należał do Polskiej Zjednoczonej Partii Robotniczej od 1966, był w niej członkiem egzekutywy fabrycznej organizacji partyjnej. W 1972 uzyskał mandat posła na Sejm PRL w okręgu Lublin. Zasiadał w Komisji Przemysłu Ciężkiego i Maszynowego, pełnił również funkcję sekretarza Sejmu.
Pochowany na cmentarzu komunalnym Majdanek w Lublinie (kwatera S3J6-9-2).

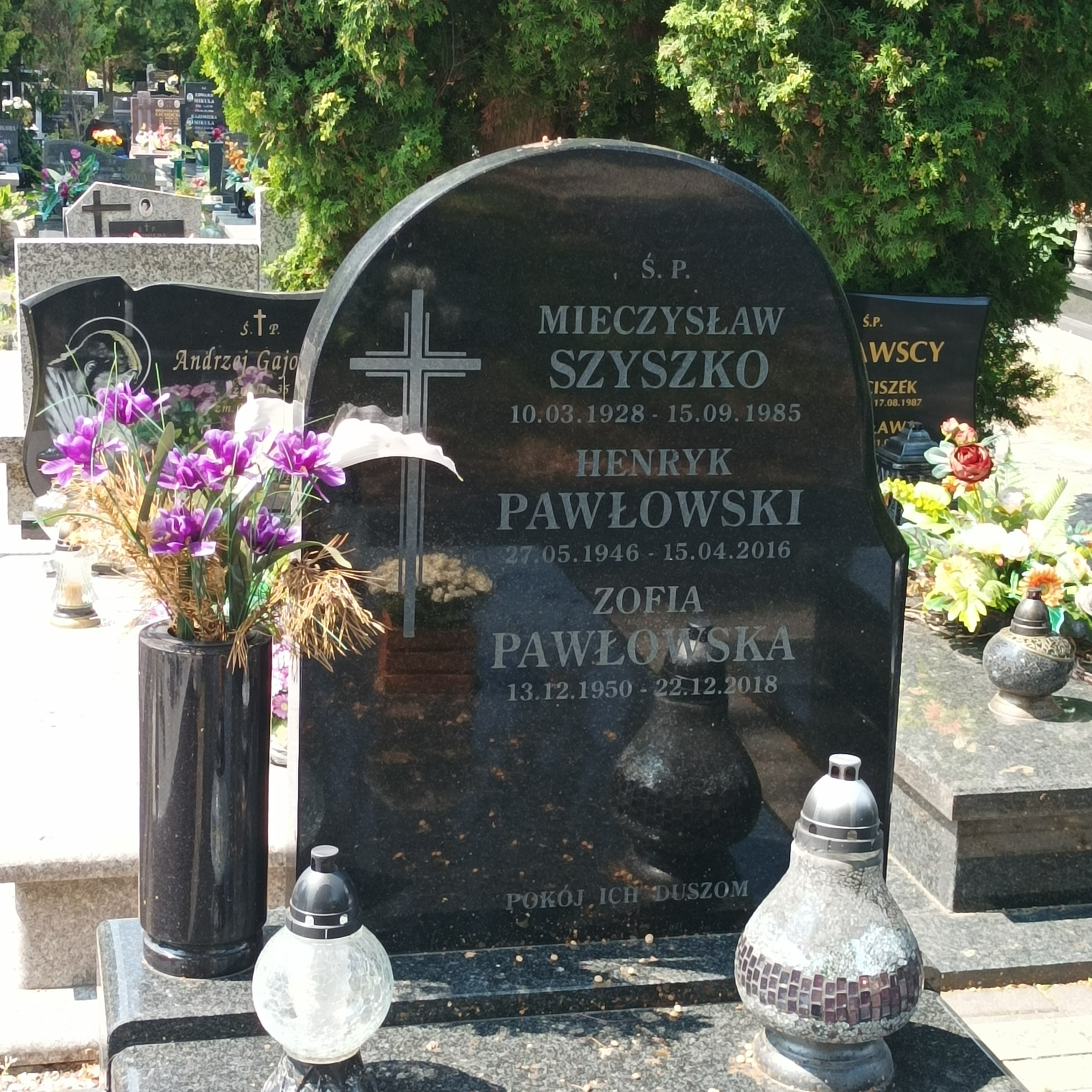
Grób Henryka Pawłowskiego na cmentarzu komunalnym na Majdanku w Lublinie